# Powrót do przyszłości II
Powrót do przyszłości II (ang. Back to the Future Part II) – amerykański film przygodowy i fantastycznonaukowy z 1989 roku wyreżyserowany przez Roberta Zemeckisa. Wraz z częścią pierwszą i trzecią tworzą trylogię.

## Fabuła
Doktor Brown przenosi Marty’ego i jego dziewczynę do 21 października 2015, gdzie muszą zapobiec tragedii rodzinnej, która ma dotknąć ich dzieci. Biff kradnie maszynę czasu i przekazuje swojemu odpowiednikowi z 1955 almanach sportowy, przez co Biff zmienia bieg historii i zostaje milionerem. Gdy Marty i Doktor wracają do roku 1985, znajdują Hill Valley przekształcone w gniazdo hazardu i walk gangów ulicznych. Ponadto matka Marty’ego jest żoną Biffa, George McFly zostaje zamordowany przez Tannena, a alter ego profesora Browna z 1985 zostaje wysłane „do czubków”. Aby naprawić ten stan rzeczy, Marty i Doktor muszą wrócić do roku 1955 i odebrać Biffowi almanach.

## Obsada
| Postać                                       | Aktor             |
| -------------------------------------------- | ----------------- |
| Marty McFly/Marty McFly Junior/Marlene McFly | Michael J. Fox    |
| Dr. Emmett Lathrop Brown                     | Christopher Lloyd |
| Lorraine Baines McFly                        | Lea Thompson      |
| George McFly                                 | Jeffrey Weissman  |
| Griff Tannen/Biff Tannen                     | Thomas F. Wilson  |
| Jennifer Parker                              | Elisabeth Shue    |
| Taksówkarz                                   | Marty Levy        |
| Match                                        | Billy Zane        |
| Skinhead                                     | J.J. Cohen        |
| 3-D                                          | Casey Siemaszko   |
| Needles                                      | Michael Balzary   |

## Sceny usunięte

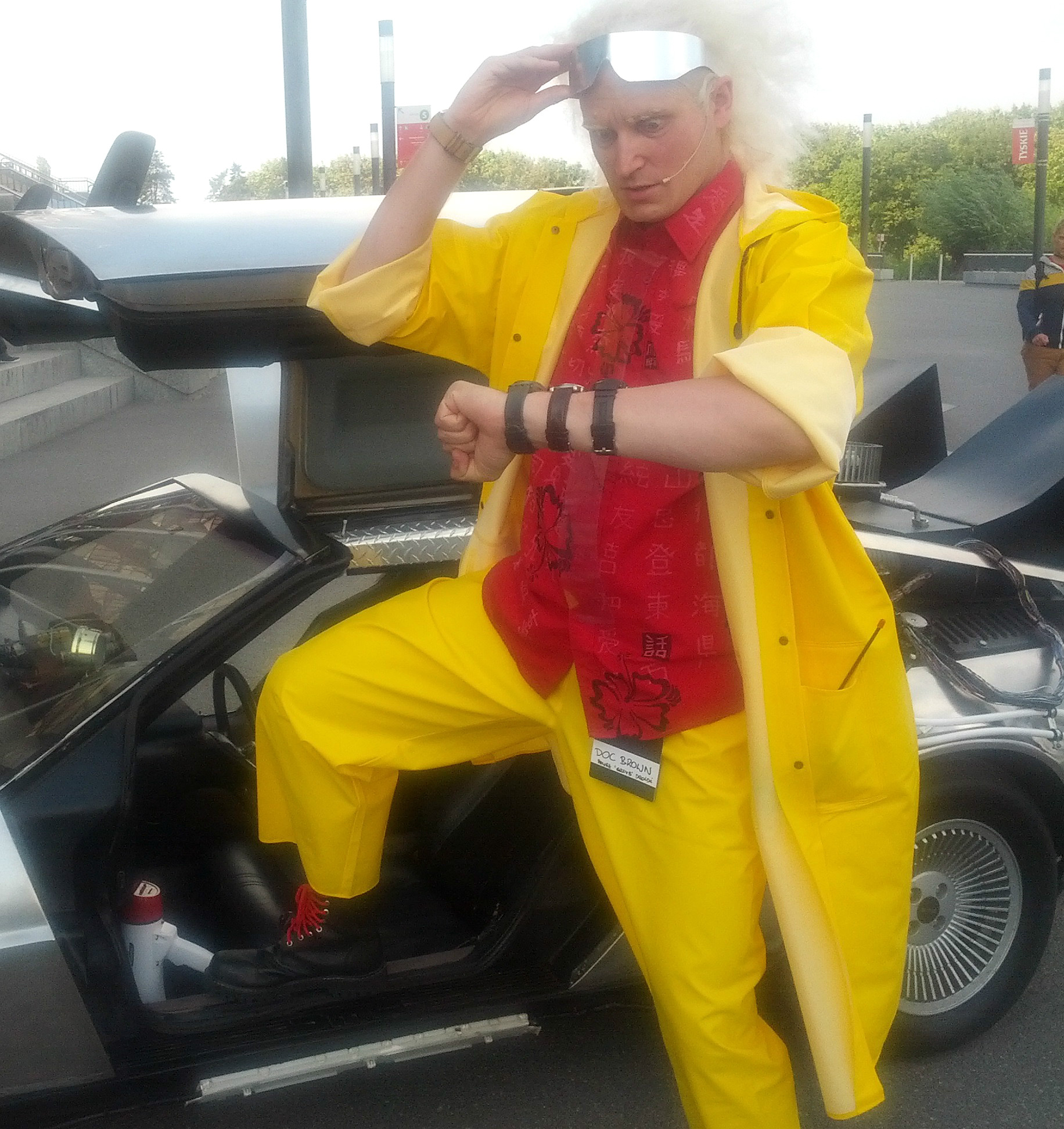
Inscenizacja postaci dr Emmetta L. Browna

- Stary Terry i Stary Biff (Old Terry and Old Biff)

Scena, w której występują Marty, Stary Terry i Stary Biff w 2015 roku. W wyniku sprzeczki pada data 12 listopada 1955. Wydarzenie to miało skłonić Biffa, który ukradł później wehikuł, aby przeniósł się w czasie dokładnie w ten moment.
- „Tata w domu” („Dad’s Home”)

Po powrocie do domu Stary Marty wita się z rodzicami. W czasie ich rozmowy dowiadujemy się, iż na George’a spadł samochód z nieba – dlatego wisi do góry nogami, a Marty oczekuje awansu. Zawarta jest też rozmowa Marty’ego ze swoim synem, który narzeka na to, że musi jeść w jadalni, gdzie może oglądać tylko dwa programy telewizyjne naraz (za pomocą okularów tv).
- Scena z pizzą (Pizza Scene)

Zawarte są tu ujęcia, w których Michael J. Fox wcielił się w trzy różne role. Dowiadujemy się także, iż wujek Joey nadal nie dostał zwolnienia warunkowego.
- Jennifer mdleje – wersja rozszerzona

Scena przedstawia reakcję całej rodziny Marty’ego na widok omdlałej Jennifer.
- Stary Biff znika (Old Biff Vanishes from Car)

Stary Biff po powrocie do 2015 roku znika, co spowodowane jest tym, iż Lorraine (jako jego żona) zabija go w latach 90. XX wieku.
- Spalona szkoła (Burned-out High School)

Scena, w której Marty odwiedza spaloną szkołę.
- Marty spotyka Dave’a (Marty Meets Dave)

Marty spotyka Dave’a, który zostaje wyrzucony z kasyna Biffa.